# Jasieniec (Grójec)
Pour les articles homonymes, voir Jasieniec.
Jasieniec (prononciation : [jaˈɕeɲet͡s]) est un village polonais de la gmina de Jasieniec dans le powiat de Grójec de la voïvodie de Mazovie dans le centre-est de la Pologne.
Le village est le siège administratif de la gmina appelée gmina de Jasieniec.
Il se situe à environ 6 kilomètres au sud-est de Grójec (siège du powiat) et à 43 kilomètres au sud de Varsovie (capitale de la Pologne).
Le village possède approximativement une population de 1 100 habitants.

## Histoire
De 1975 à 1998, le village appartenait administrativement à la voïvodie de Radom.